# Бич Сити (Охајо)
Бич Сити (енгл. Beach City) град је у америчкој савезној држави Охајо.

## Демографија
По попису из 2010. године број становника је 1.033, што је 104 (-9,1%) становника мање него 2000. године.
| Група             | 2000.         | 2010.         |
| Белци             | 1.113 (97,9%) | 1.004 (97,2%) |
| Афроамериканци    | 1 (0,1%)      | 4 (0,4%)      |
| Азијати           | 3 (0,3%)      | 0 (0,0%)      |
| Хиспаноамериканци | 10 (0,9%)     | 8 (0,8%)      |
| Укупно            | 1.137         | 1.033         |